# Convolutriloba retrogemma
Convolutriloba retrogemma är en plattmaskart som beskrevs av Hendelberg och Akesson 1988. Convolutriloba retrogemma ingår i släktet Convolutriloba och familjen Sagittiferidae. Inga underarter finns listade i Catalogue of Life.